# توم بامفورد (دراج)
توم بامفورد (بالإنجليزية: Tom Bamford)‏ هو دراج نيوزيلندي، ولد في 22 مايو 1963 في ماسترتون ‏ في نيوزيلندا.

## وصلات خارجية
- توم بامفورد على موقع إحصائيات الدراجات الإحترافية (الإنجليزية)
- توم بامفورد على موقع أوليمبيديا (الإنجليزية)